# 洪学智
洪学智 （1913年2月2日 - 2006年11月20日）は、中華人民共和国の軍人、政治家。河南省商城県（現安徽省金寨県）生まれ。階級は中国人民解放軍上将。
農民家庭に生まれる。1929年5月、中国共産党に入党し、紅軍に参加した。長征後の1936年から紅軍大学（抗日軍政大学、抗大）で学び、抗大支隊長、副大隊長、第4団団長、第5分校副校長を務める。1941年10月新四軍塩阜軍区司令員、1942年には新四軍第3師参謀長に任命。
1945年9月、同副師長兼参謀長となり東北地方へ進軍、遼西軍区副司令員、黒竜江軍区司令員、東北野戦軍第6縦隊司令員を歴任。1948年11月には第4野戦軍第43軍司令員として平津戦役に参戦。1949年5月には第15兵団第一副司令員兼参謀長に任じられ、部隊を率いて南下し広州市の解放に貢献した。広州の解放後、広東軍区副司令員兼参謀長、海防司令員となり、海南島と万山諸島の解放を指揮する。

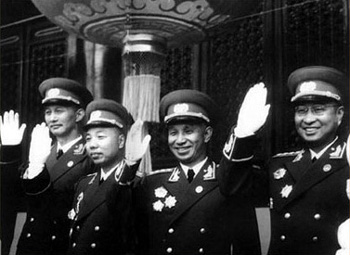
1955年国慶節式典において、左から洪学智・蕭華・粟裕・陳賡

1950年7月、東北辺防軍第13兵団副司令員となり、同年10月には中国人民志願軍副司令員として朝鮮戦争に参戦、1951年6月には志願軍後方勤務司令部司令員を兼任した。帰国後の1954年には人民解放軍総後方勤務部副部長、1957年に総後方勤務部部長となったが、1959年、彭徳懐失脚の影響を受けて地方に左遷され、1960年から吉林省農業機械庁庁長、重工業庁庁長を務める。文化大革命では迫害され、1970年には農場に下放されて労働改造を受けた。1972年に下放は解除、1974年吉林省石油化工局局長となる。
1977年、中共中央軍事委員会委員、国務院国防工業弁公室主任として中央に復帰した。1980年には総後勤部部長に再任され、1982年には中共中軍委副秘書長。1990年3月から1998年3月まで中国人民政治協商会議全国委員会副主席を務めた。
中共第8期中央委員会委員候補、第11期・第12期中央委員。第12期中央顧問委員会委員。第1期・第5期・第7期全国人民代表大会代表。第5期全人代常務委員会委員。
1955年、上将の階級を授与されたが、人民解放軍の階級制度はその後一旦廃止された。しかし、1988年に制度が復活し、洪学智は1955年に上将となった者の中ではただ一人、再び上将位を授与された。そのため、上将の階級章の三星を合わせて「六星上将」と呼ばれる。朝鮮民主主義人民共和国一級自由独立勲章（2回）、同一級国旗勲章、中華人民共和国一級八一勲章、同一級独立自由勲章、同一級解放勲章。
2006年11月、北京にて死去。子に洪虎（元吉林省長）ら。著作として『抗美援朝戦争回憶』など。